# Лоџпол (Небраска)
Лоџпол (енгл. Lodgepole) град је у америчкој савезној држави Небраска.

## Демографија
По попису из 2010. године број становника је 318, што је 30 (-8,6%) становника мање него 2000. године.
| Група             | 2000.       | 2010.       |
| Белци             | 333 (95,7%) | 301 (94,7%) |
| Афроамериканци    | 0 (0,0%)    | 0 (0,0%)    |
| Азијати           | 1 (0,3%)    | 0 (0,0%)    |
| Хиспаноамериканци | 12 (3,4%)   | 14 (4,4%)   |
| Укупно            | 348         | 318         |